# Revolución federalista riograndense
La Revolución federalista (o Revolución de los Maragatos) estalló en Río Grande del Sur en febrero de 1893 contra los recién proclamados Estados Unidos del Brasil que con el cambio de nombre fueron la continuación del Imperio del Brasil, con la invasión de varios miles de montoneros brasileños, argentinos y uruguayos a dicho estado. La inestabilidad política llevó a los federalistas a intentar derrotar a las fuerzas locales leales al presidente estatal Júlio Prates de Castilhos (cuyos seguidores eran llamados pica-paus o chimangos), esperando conseguir la autonomía riograndense y la descentralización del naciente estado.
El principal ideólogo de los rebeldes fue el monárquico Gaspar da Silveira Martins. Sus líderes militares fueron Gumercindo Saraiva y João Nunes da Silva Tavares a los que se les unió el almirante Saldanha da Gama. Para someter la revuelta, el gobierno central del presidente Floriano Vieira Peixoto envió tres divisiones al mando del general Hipólito Pinto Ribeiro quien salvó a Castilhos de una segura derrota, organizó las fuerzas locales que aún le eran leales e inició una campaña en que tomó uno por uno los principales bastiones alzados y derrotó a las guerrillas (marzo de 1893).
El hombre al mando de las tropas leales a Castilhos y encargado de vencer a los rebeldes (llamados maragatos), que rápidamente empezaron a actuar en Paraná y Santa Catalina, fue el coronel (después general de brigada) Antônio Ernesto Gomes Carneiro quien falleció en el sitio de Lapa en febrero de 1894.
Los rebeldes recibieron rápidamente el apoyo de federalistas argentinos de Corrientes y del caudillo uruguayo Aparicio Saravia. Sin embargo, fueron derrotados en la decisiva batalla de Pulador (27 de junio de 1894) y forzados a replegarse de muchas regiones. Saraiva murió en el posterior combate de Carovi, el 10 de agosto perseguido por fuerzas gubernamentales.
Finalmente el almirante Da Gama fue muerto en un combate en Campo Osório el 24 de junio de 1895 mientras huía de los pica-paus. Las últimas tropas maragatas al mando de Gaspar da Silva Tavares entregaron las armas el 23 de agosto en Pelotas marcando el final del conflicto que costó la vida de unas 10 000 personas.